# João Garcia
João Garcia (* 11. června 1967 Lisabon) je portugalský horolezec. V roce 2010 se stal 22. člověkem a prvním Portugalcem, kterému se podařilo vylézt všechny osmitisícovky. Jako jedenáctý uskutečnil všechny tyto výstupy bez pomoci umělého kyslíku. Nevyužíval ani pomoc šerpských nosičů.
Garcia se narodil v Lisabonu v roce 1967. S horolezectvím začal v 15 letech, nejdříve na skalách, poté i na ledu. Účastní se i závodů v triatlonu, který využívá jako trénink pro lezení. Roku 1984 dokázal vylézt na nejvyšší horu Evropy Mont Blanc. Garciovou první zkušeností v Himálajích byla v roce 1993 účast na úspěšné polské expedice na Čo Oju, která byla vedená Krzysztofem Wielickim. O pět let později se stal prvním Portugalcem, který vystoupil na nejvyšší horu světa Mount Everest ze severní strany a bez umělého kyslíku. Při této výpravě ovšem utrpěl omrzliny a přišel o několik prstů. Na Lhoce v roce 2005 dosáhl vrcholu sám, když se jeho partner Hélder Santos musel vrátit kvůli otravě jídlem. O rok později na Šiša Pangmě zemřel při sestupu jeho spolulezec Bruno Carvalho. Roku 2010 dosáhl vrcholu poslední osmitisícovky Annapurny. Garcia dokázal také dosáhnout nejvyšších vrcholů šesti kontinentů. K dosažení koruny planety mu chybí jen nejvyšší vrchol Oceánie Puncak Jaya. Kromě horolezectví se Garcia věnuje i filmování. O svých expedicích natočil mnoho dokumentárních filmů a je také autorem knihy “A mais alta solidão” (The highest loneliness), které se prodalo přes 30 000 výtisků.

## Úspěšné výstupy na osmitisícovky
- 1993 Čo Oju (8201 m)
- 1994 Dhaulágirí (8167 m)
- 1999 Mount Everest (8849 m)
- 2001 Gašerbrum II (8035 m)
- 2004 Gašerbrum I (8068 m)
- 2005 Lhoce (8516 m)
- 2006 Kančendženga (8586 m)
- 2006 Šiša Pangma (8013 m)
- 2007 K2 (8611 m)
- 2008 Makalu (8465 m)
- 2008 Broad Peak (8047 m)
- 2009 Manáslu (8163 m)
- 2009 Nanga Parbat (8125 m)
- 2010 Annapurna (8091 m)

## Další úspěšné výstupy
- 1984 Mont Maudit (4465 m)
- 1984 Mont Blanc (4808 m)
- 1985 Mont Blanc (4808 m)
- 1985 Aiguille du Midi (3842 m)
- 1993 Matterhorn (4478 m)
- 1994 Džabal Tubkal (4167 m)
- 1995 Mont Blanc (4808 m)
- 1996 Aconcagua (6961 m)
- 1997 Mont Blanc (4808 m)
- 1997 Island Peak (6160 m)
- 1997 Ama Dablam (6812 m)
- 1997 Aconcagua (6961 m)
- 1998 Gokyo Peak (5357 m)
- 1998 Mont Blanc (4808 m)
- 1999 Aconcagua (6961 m)
- 2000 Chopicalqui (6354 m)
- 2000 Dent Blanche (4356 m)
- 2000 Aconcagua (6961 m)
- 2001 Mont Blanc (4808 m)
- 2002 Aconcagua (6961 m)
- 2002 Pumori (7161 m)
- 2002 Denali (6190 m)
- 2003 Aconcagua (6961 m)
- 2003 Pumori (7161 m)
- 2003 Elbrus (5642 m)
- 2003 Mont Blanc (4808 m)
- 2003 Vinson Massif (4892 m)
- 2004 Aconcagua (6961 m)
- 2004 Ama Dablam (6812 m)
- 2004 Mont Blanc (4808 m)
- 2004 Matterhorn (4478 m)
- 2004 Island Peak (6160 m)
- 2005 Kilimandžáro (5895 m)

## Vyznamenání
- komtur Řádu za zásluhy – Portugalsko, 8. června 2010[1]